# Some Chickens
Some Chickens è un cortometraggio muto del 1913. Il nome del regista non viene riportato nei credit del film, un documentario prodotto dalla Selig,

## Trama
L'uscita dall'incubatrice dei pulcini.

## Produzione
Il film fu prodotto dalla Selig Polyscope Company.

## Distribuzione
Distribuito dalla General Film Company, il film - un breve documentario di 75 metri - uscì nelle sale cinematografiche statunitensi il 1º maggio 1913. Nelle proiezioni, veniva programmato con il sistema dello split reel, accorpato in un'unica bobina con un altro cortometraggio prodotto dalla Selig, la commedia The Absent-Minded Boob; or, Photographing the Baby.